# Arrey (Nuevo México)
Arrey es un lugar designado por el censo ubicado en el condado de Sierra en el estado estadounidense de Nuevo México. En el Censo de 2010 tenía una población de 232 habitantes y una densidad poblacional de 113,39 personas por km².

## Geografía
Arrey se encuentra ubicado en las coordenadas 32°50′50″N 107°19′13″O / 32.84722, -107.32028. Según la Oficina del Censo de los Estados Unidos, Arrey tiene una superficie total de 2.05 km², de la cual 2.05 km² corresponden a tierra firme y (0%) 0 km² es agua.

## Demografía
Según el censo de 2010, había 232 personas residiendo en Arrey. La densidad de población era de 113,39 hab./km². De los 232 habitantes, Arrey estaba compuesto por el 66.38% blancos, el 0.43% eran afroamericanos, el 0.43% eran amerindios, el 0% eran asiáticos, el 0% eran isleños del Pacífico, el 31.9% eran de otras razas y el 0.86% pertenecían a dos o más razas. Del total de la población el 83.19% eran hispanos o latinos de cualquier raza.